# إبدال بإزاحة التردد
التضمين بإزاحة التردد أو الإبدال بإزاحة التردد (بالإنجليزية: Frequency-shift keying)‏ يعتبر واحدة من طرق التعديل الرقمي المستخدمة بكثرة. في هذه الطريقة تُمثَّل المعلومات الرقمية الثنائية 0 و 1 بإشارة ثابتة السعة ويُغَيَّر التردد لكل حالة. وكما في الصورة فقد تم تمثيل حالة 1 بتردد f1 وحالة الصفر بتردد f2. وهذا النوع من التعديل يعتبر أقل حساسية لأخطاء الإرسال من تداخلات وضوضاء وتشتت للإشارة بتعدد المسارات.

## أنواع أخرى من الإبدال بإزاحة التردد
- تضمين إزاحة دنيا (بالإنجليزية: Minimum-shift keying)‏.

## تطبيقات
- أجهزة المودم الصوت العاملة على خط هاتفي استخدمت هذا النوع من التضمين مبكراً جداً لإرسال واستقبال البيانات حيث تصل معدلات الإرسال في هذا التضمين إلى 300 بت في الثانية الواحدة.
- في أمريكا الشمالية خدمة هوية المتصل تعمل باستخدام 1200 AFSK في شكل جرس 202 القياسي.
- بعض الحواسيب الصغيرة استعملت في وقت مبكر شكل محدد من أشكال تعديل AFSK مثل معيار مدينة كانساس سيتي في الولايات المتحدة لتخزين البيانات على أشرطة الكاسيت.
- يستخدم هذا النوع من التضمين أيضاً في تنبيه نظام الطوارئ في الولايات المتحدة لنقل المعلومات التحذيرية.
- محطة الإذاعة (CHU) الكندية على الموجة القصيرة في أوتاوا ، كندا تبث وقت رقمي حصري باستخدام تعديل AFSK.

مثال على تضمين إزاحة التردد

## وصلات خارجية
- تعديل إزاحة التردد في الشبكات ذات الحساسات الكثيفة